# 长叶杨
长叶杨（学名：Populus wuana）是杨柳科杨属的植物，是中国的特有植物。分布在中国大陆的西藏等地，生长于海拔2,100米的地区，多生在林缘、溪边或林中，目前尚未由人工引种栽培。